# Saint-Pierre (Jura)
Saint-Pierre is een gemeente in het Franse departement Jura (regio Bourgogne-Franche-Comté) en telt 327 inwoners (2005). De plaats maakt deel uit van het arrondissement Saint-Claude.

## Geografie
De oppervlakte van Saint-Pierre bedraagt 15,9 km², de bevolkingsdichtheid is 20,6 inwoners per km².

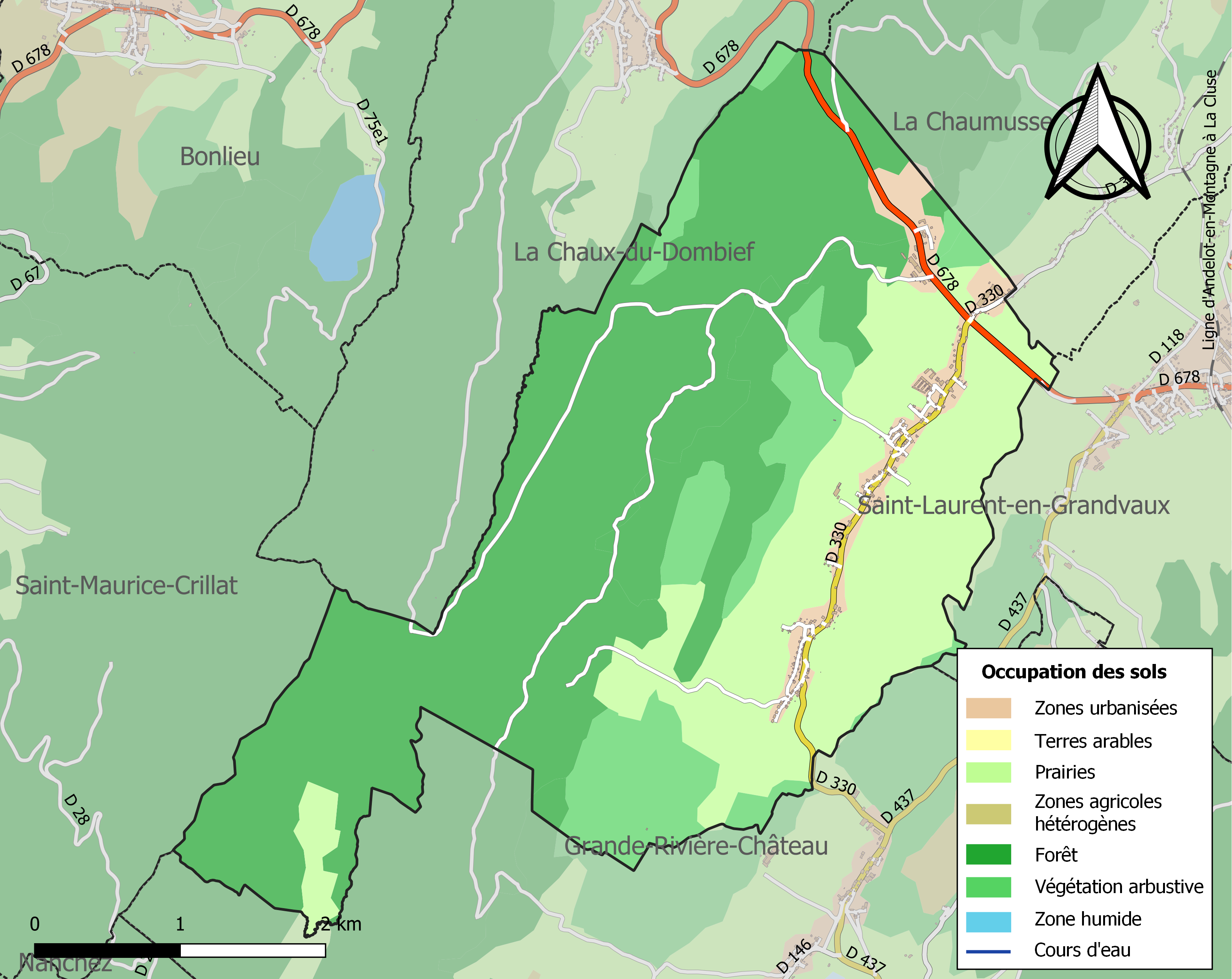
Kaart van de gemeente met de belangrijkste infrastructuur, bodemgebruik en omliggende gemeenten

## Demografie
Onderstaande figuur toont het verloop van het inwonertal (bron: INSEE-tellingen).